# Ґао Хунбо
Ґао Хунбо (кит.: 高洪波; 25 січня 1966, Пекін, КНР) — китайський футболіст і футбольний тренер. Віцепрезидент футбольної асоціації Китаю.
З 2009 по 2011 роки був тренером національної збірної Китаю. У травні 2009 року був призначений на цю посаду і був наймолодшим тренером збірної за останні 30 років. Ґао став відомий ще як гравець, який грав на позиції нападника і мав відмінне гольове чуття.
У 1998 році він почав тренерську кар'єру, ставши асистентом тренера у кількох китайських клубах. Крім того, був асистентом голландського фахівця Арі Гана, коли той тренував національну збірну (2002—2004). Перше досягнення на посаді тренера прийшло в регулярному чемпіонаті — з командою «Чанчунь Ятай» Ґао Хунбо завоював титул чемпіона Суперліги в 2007 році. У квітні 2009 року був призначений тренером національної збірної Китаю, однак втратив посаду в серпні 2011 року — йому на зміну прийшов Хосе Антоніо Камачо. У 2016 році вдруге очолив збірну Китаю, але того ж року її покинув.

## Кар'єра гравця

### Клубна кар'єра
Ґао Хунбо народився в Пекіні, першим тренером був Сюй Геньбао, що представляв Пекінську спортивну школу. Талановитий молодий футболіст в 1981 році став гравцем Пекінської молодіжної футбольної команди і після кількох сезонів був переведений в основну команду (в даний час відома під назвою «Бейцзін Гоань») в 1985 році. Потім він поступово став гравцем основи, однак поки клуб був учасником другого дивізіону, його гра не була помічена і лише в 1990 року «Бейцзін Гоань» домігся виходу в перший китайський дивізіон, а гравець продовжив професійне зростання. У вищому дивізіоні Ґао Хунбо став помітною фігурою в китайському футболі на початку 1990-х, а також важливою частиною команди. Персонально він вигравав «Золотий м'яч» і «Золоту бутсу» за версією Китайської футбольної асоціації, при цьому його клуб жодного разу не ставав чемпіоном. У 1994 році він вирішив переїхати в Сінгапур, де виступав за клуб «Танчжон Пагар Юнайтед», оскільки не здав тест на фізпідготовку, введений КФА.
З цим клубом у 1994 році він став найкращим гравцем С-Ліги, проте потім вирішив повернутися Китай — в цей час на батьківщині був створений професіональний клуб «Бейцзін Гоань». В чемпіонаті Китаю йому знову вдалося стати одним з найкращих бомбардирів — за два сезони Ґао Хунбо забив 22 м'ячі. У 1996 році команда виграла Кубок Китайської футбольної асоціації, а Ґао покинув клуб і приєднався до «Гуанчжоу Сунжи», команді, яка представляла другий дивізіон. Тут потрапив до свого колишнього тренера Сюй Геньбао і допоміг команді завоювати путівку у вищий дивізіон в 1997 році, забивши 18 м'ячів за сезон. Після офіційної пропозиції працювати асистентом перед початком сезону 1998 року Ґао Хунбо офіційно заявив про завершення кар'єри гравця після закінчення розіграшу.

### Міжнародна кар'єра
Після успішних виступів за клуб, Ґао Хунбо був запрошений у збірну, в якій дебютував 4 квітня 1992 року, вийшовши на заміну в товариському матчі проти національної збірної США. Матч склався невдало, китайська збірна програла з рахунком 5:0, що стало найбільшою в історії команди поразкою.
Незважаючи на поразку, гравець продовжував викликатись в національну збірну, в тому числі взяв участь у кваліфікаційному турнірі на Кубок Азії 1992 року. В цьому турнірі він забив свій перший гол — це сталося 23 квітня 1992 року в грі проти команди Малайзії. Китай вийшов у фінальну частину розіграшу, в якому команда посіла третє місце.
Проте вже у наступному відбірковому циклі до фінального турніру Кубка світу 1994 року, збірна Китаю виступила невдало, навіть незважаючи на хорошу гру Ґао. Потім кілька років гравець не викликався на матчі збірної, але після того, як команду прийняв Боб Гафтон, Ґао знову отримав запрошення в збірну, взяв участь у кількох товариських матчах, а також відбірковому турнірі до чемпіонату світу в грі з В'єтнамом, в якій Китай переміг 3:1. Гра відбулася 25 травня 1997 року і стала останнім матчем Ґао в національній збірній.

## Тренерська кар'єра

### Гуанчжоу Сунжи
Тренер Сюй Геньбао призначив Ґао Хунбо асистентом, в результаті він став граючим тренером. Підписання контракту на сезон 1997 року відображало ці зміни в кар'єрі. Сам Сюй Геньбао потім покинув команду і перейшов в «Далянь Ваньда». У наступному сезоні головним тренером команди став Арістеу Таварес і Ґао знову став його асистентом. Однак, довго він у «Гуанчжоу Сунжи» не затримався, і за підсумками сезону 1998 року покинув свій пост. Ґао Хунбо став головним тренером цієї команди на початку 1999 року у віці 33 років. На посаді він не зміг знайти спільної мови з деякими гравцями і покинув пост і команду після 11 матчів чемпіонату.
Потім він вирішив повчитися за кордоном — в Англії кількох клубах Лондона і Саутгемптона, і Німеччини, куди його запросив партнер по команді Ян Чень.

### Збірна Китаю до 17 років
Після декількох місяців стажування, Ґао був призначений тренером юнацької збірної Китаю для гравців не старше 17 років. Хоча команда перемогла збірну Південної Кореї і вийшла з групи на юнацький чемпіонат Азії 2000 року, поразка з рахунком 1:7 від збірної Японії фактично стала закінченням роботи зі збірною.
Після гри Ґао Хунбо пішов у відставку і повернувся в клуб до Сюй Геньбао асистентом. В цей період він тренував «Шанхай Чжун'юань». Тренерському дуету вдалося завоювати путівку в Лігу Цзя-А, потім вони разом покинули клуб 2002 року.
У 2003—2004 роках Ґао працював асистентом головного тренера національної команди. Після того, як команду очолив У Цзіньгуй (тренер команди-чемпіона «Шанхай Шеньхуа»), він залишив пост і почав тренувати «Сямень Хунши».

### Сяминь Хунши
Старт в новій команді вийшов вдалим — команда з Сяменя несподівано перетворилася у претендента на підвищення у класі — у другому дивізіоні сезону 2004 року клуб фінішував третім. Наступний сезон вийшов ще більш вдалим — команда перемогла у розіграші 2005 року і отримала путівку у Суперлігу.

### Чанчунь Ятай
У 2007 році з клубом «Чанчунь Ятай» став чемпіоном Суперліги Китаю, проте в 2008 році клуб розірвав діючий контракт з тренером, коли йому не вдалося повторити торішній результат.

### Збірна Китаю
16 квітня 2009 року підписав контракт і став головним тренером національної збірної КНР. Перед цим головним тренером збірної був сербський фахівець Владимир Петрович, однак після невдалого виступу збірної у відбірковому циклі до чемпіонату світу в Південній Африці контракт з ним не був продовжений. Ґао Хунбо став першим китайським тренером збірної, який був обраний відкритим голосуванням, претендентів на цей пост було четверо, крім нього в числі кандидатів були: У Цзіньгуй (колишній тренер «Шанхай Шеньхуа»), Інь Тешен (колишній виконувач обов'язків головного тренера збірної) і Шень Сянфу (тренер молодіжної збірної до 23 років).
Дебютним матчем для Хунбо на чолі головної команди країни став матч з командою Німеччини, який проходив у Шанхаї 29 травня 2009 року і закінчився нічиєю 1-1. Через три дні в товариському матчі Китай обіграв Іран 1-0. Позитивний підсумок двох ігор з непростими суперниками дозволяв сподіватися на гарний виступ команди в подальшому. Ґао став користуватися підтримкою фанатів. Після завершення відбіркового турніру Кубка світу 2010 року від Азії, збірна Китаю не потрапила у фінальну частину, а перед тренером було поставлено нове завдання — зосередитися на відбірковому турнірі Кубка Азії 2011 року.
В січні 2010 року Ґао з командою відібралися на фінальну частину Кубка Азії. Було поставлено нове завдання — виграти турнір.
У лютому 2010 року Ґао Хунбо готував команду до виступу на чемпіонаті Східної Азії 2010 року. Китай переміг в турнірі, зігравши внічию з Японією і здобувши перемогу над Південною Кореєю 3:0. Варто відзначити, що успіх став першим — раніше команда Китаю не обігравала Південну Корею в офіційних матчах. У фіналі з рахунком 2:0 була обіграна команда Гонконгу.
У січні 2011 року Ґао керував командою на Кубку Азії в Катарі. Однак, після гри відкриття і перемоги над Кувейтом, у другому матчі збірна Китаю зазнала поразки від господарки турніру — збірною Катару. У підсумку, для того, щоб вийти з групи, було необхідно перемагати у грі з Узбекистаном, що давало шанс на прохід у наступний раунд. Однак була здобута тільки нічия 2-2, що не дало можливості продовжити шлях на Кубку. Незважаючи на невдалий виступ, гру команди можна було оцінити досить високо — збірна в основному була складена з гравців не старше 23 років. Китайська Федерація футболу заявила, що за підсумками виступів Ґао не буде звільнений. Тим не менш 13 серпня 2011 року він офіційно залишив посаду.

### Подальша кар'єра
24 вересня, після відставки сербського тренера Слободана Сантрача, став головним тренером «Шеньсі Чаньба»., після чого тренував інші місцеві команди Шанхай Теллейс та Цзянсу Сайнті.
У вересні 2015 року Ґао був призначений помічником менеджера Генка Фрейзера у «АДО Ден Гаг», голландській команді вищого дивізіону країни, що належала китайській спортивній маркетинговій компанії United Vansen
Після того, як Ален Перрен зі збірної Китаю через невдалі виступи у кваліфікації до чемпіонату світу 2018 року, Ґао зголосився повернутись до роботи зі збірною і був призначений головним тренером команди 3 лютого 2016 року. Під керівництвом Хунбо команда змогла пройти другий етап кваліфікації на чемпіонат світу, а також вийти на чемпіонат світу 2019 року. Ґао пішов у відставку 11 жовтня 2016 року після програшу Сирії (1:0) та Узбекистану (2:0) у третьому раунді кваліфікації на чемпіонату світу.
У 2017—2019 роках тренував клуб «Бейцзин Ентерпрайзес».

## Досягнення

### Гравець
- Танчжон Пагар Юнайтед: Кубок Президента, 1994
- Бейцзін Гоань: Кубок КФА, 1996
- Бейцзін Гоань Золотий бутс КФА: 1989, 1992
- Переможець Юнацького (U-19) кубка Азії: 1985
- Бронзовий призер Кубка Азії: 1992

### Тренер
- Сяминь Хунши: Чемпіон Першої ліги Китаю, 2005
- Чанчунь Ятай: Чемпіон Суперліги Китаю, 2007
- Збірна Китаю: Кубок Східної Азії, 2010